# 正行寺 (文京区)
正行寺（しょうぎょうじ）は、東京都文京区にある浄土宗の寺院。

## 歴史
1604年（慶長9年）、念誉達道によって開山された。前年の1603年（慶長8年）、徳川家康が鷹狩で川越に訪れた際、休憩所となっていた蓮馨寺で応対したのが念誉達道で、家康から発せられた浄土宗に関する質問に的確に答えられたことから、褒美として湯島の地に寺を設けることが許された。これが当寺の起源である。
その後、1683年（天和3年）に現在地に移転した。1923年（大正12年）の関東大震災では難を逃れたが、1945年（昭和20年）の東京大空襲では全てを焼失した。

## 墓所
- 待乳山一門（大相撲）

## 交通アクセス
- 東大前駅より徒歩7分。